# مانويل دياز جيل
مانويل دياز جيل (بالإسبانية: Manuel Díaz Gil)‏ (29 مارس 1929 بإشبيلية في إسبانيا - ) هو لاعب كرة قدم إسباني في مركز الهجوم. لعب مع ديبورتيفو لاكورونيا ونادي إشبيلية وديبورتيفو ألميريا.

## وصلات خارجية
- مانويل دياز جيل على موقع قاعدة بيانات كرة القدم.إي يو (الإنجليزية)